# California, Norfolk
California, Norfolk – pierwszy wspólny album muzyczny Tima Bownessa i Petera Chilversa wydany w 2002 roku. Teksty wszystkich piosenek zostały wspólnie napisane przez Bownessa i Chilversa, z wyjątkiem "Chant One" i "Also Out Of Air", które napisał sam Bowness.
Tim Bowness określił materiał na California, Norfolk jako bardziej swobodny, epicki i eksperymentalny akustycznie niż wcześniej.

## Twórcy
- Tim Bowness – śpiew, gitara elektryczna, gitara akustyczna
- Peter Chilvers – pianino, syntetyzator, sampler, kontrabas, gitara basowa bezprogowa, drum programming, instrumentacja, gitara akustyczna, gitara elektryczna,
- Jon Hart – wibrafon
- Pete Morgan – mastering

## Lista utworów
1. "Hostage" – 6:02
2. "California, Norfolk" – 3:05
3. "Post-its" – 5:01
4. "Chant One" – 3:46
5. "Also Out Of Air" – 2:23
6. "Days Turn Into Years" – 4:55
7. "Rocks On The Green" – 3:53
8. "Winter With You" – 10:10
9. "Dreamer's Song" – 5:32